# Седненков, Николай Петрович
Николай Петрович Седненков (1919—1944) — Гвардии лейтенант Рабоче-крестьянской Красной Армии, участник Великой Отечественной войны, Герой Советского Союза (1944).

## Биография
Николай Седненков родился 21 апреля 1919 года в деревне Трутнево Краснинского уезда. После окончания неполной средней школы и школы фабрично-заводского ученичества в Смоленске работал на Ярцевском электромеханическом заводе, занимался в аэроклубе. В 1938 году Седненков был призван на службу в Рабоче-крестьянскую Красную Армию. В 1940 году он окончил Одесскую военную авиационную школу лётчиков. С мая 1942 года — на фронтах Великой Отечественной войны.
К июлю 1944 года гвардии лейтенант Николай Седненков командовал звеном 7-го гвардейского штурмового авиаполка 230-й штурмовой авиадивизии 4-й воздушной армии 2-го Белорусского фронта. К тому времени он совершил 115 боевых вылетов на штурмовку скоплений боевой техники и живой силы противника, его важных объектов, нанеся ему большие потери. 3 сентября 1944 года в районе города Остроленка в Польше самолёт Седненкова был сбит во время боевого вылета (упал в 18 км восточнее Остроленки), весь экипаж погиб. Похоронен в Остроленке.
Указом Президиума Верховного Совета СССР от 26 октября 1944 года за «образцовое выполнение боевых заданий командования на фронте борьбы с немецкими захватчиками и проявленные при этом мужество и героизм» гвардии лейтенант Николай Седненков посмертно был удостоен высокого звания Героя Советского Союза. Также был награждён орденом Ленина, двумя орденами Красного Знамени, орденами Отечественной войны 2-й степени и Красной Звезды, рядом медалей.

## Память
На здании Тростянской основной школы 22 сентября 2016 года установлена мемориальная доска Н. П. Седненкову.